# Janvier Hadi
Janvier Hadi (Kigali, 15 januari 1991) is een Rwandees voormalig wielrenner die in 2016 zijn carrière afsloot bij Stradalli-Bike Aid. Eind 2014 stond hij onder contract bij het Canadese Garneau-Québecor. Zowel in 2013 als in 2014 won hij de proloog van de Ronde van Rwanda.
Hadi deed mee aan de Gemenebestspelen van 2014, in de tijdrit eindigde hij op de negentiende plek, de wegrit reed hij niet uit.

## Overwinningen
2013
Proloog Ronde van Rwanda
2014
Proloog Ronde van Rwanda
2015
Grote Prijs van Oran
4e etappe Ronde van Annaba
Bergklassement Ronde van Annaba
 Wegwedstrijd op de Afrikaanse Spelen

## Ploegen
- 2014 –  Garneau-Québecor (vanaf 20-8)
- 2016 –  Stradalli-Bike Aid

Amanuel · Beck · Bichlmann · Garcia · Hadi · Holler · Laizer · Lechner · Mengis · Merseburg · Nsengimana · Schäfer · Schnapka · Teshome